# El cochecito leré
El cochecito leré est une bande dessinée espagnole illustrée par Francisco Ibáñez, appartenant à la franchise Mortadel et Filémon, éditée en 1985.

## Synopsis
La P.E.P.A. (Produktion European Propotype Automobile) offre cent millions de dollars à celui qui parviendra à fabriquer un modèle de voiture sûr, rapide et non polluant. Mortadel et Filémon seront chargés de tester les modèles de voitures fabriqués par le Pr Bacterio.